# 斯威特沃特 (內華達州)
斯威特沃特（英語：Sweetwater）是位於美國內華達州萊昂縣的鬼鎮。

## 歷史
斯威特沃特的郵局於1870年設立，其後於1925年停運。

## 地理
斯威特沃特所處的海拔為高於海平面1908米（即6260英呎），而該地所採用的時區為UTC-8，即太平洋时区（PST）。同時該地設有夏令時間，為UTC-8調快一小時，即UTC-7（PDT）。